# Vergoignan
Vergoignan (Vergonhan en gascon) est une commune française située dans l'ouest du département du Gers en région Occitanie. Sur le plan historique et culturel, la commune est dans le pays de Rivière-Basse, un territoire qui s’allonge dans la moyenne vallée de l’Adour, à l’endroit où le fleuve marque un coude entre Bigorre et Gers.
Exposée à un climat océanique altéré, elle est drainée par le ruisseau de Turré, le ruisseau de Vergoignan et par divers autres petits cours d'eau. La commune possède un patrimoine naturel remarquable composé d'une zone naturelle d'intérêt écologique, faunistique et floristique.
Vergoignan est une commune rurale qui compte 316 habitants en 2022, après avoir connu une forte hausse de la population depuis 1968.  Elle fait partie de l'aire d'attraction d'Aire-sur-l'Adour. Ses habitants sont appelés les Vergoignanais ou  Vergoignanaises.

## Géographie

### Localisation
La commune de Vergoignan est située à l'extrême ouest du département du Gers, à la limite avec le département des Landes.

### Communes limitrophes
Les communes limitrophes sont  Aire-sur-l'Adour, Arblade-le-Bas, Barcelonne-du-Gers, Le Houga et Luppé-Violles.
|                           | Le Houga   | Luppé-Violles  |
| Aire-sur-l'Adour (Landes) | Vergoignan |                |
| Barcelonne-du-Gers        |            | Arblade-le-Bas |

### Géologie et relief
Vergoignan se situe en zone de sismicité 2 (sismicité faible).

### Hydrographie

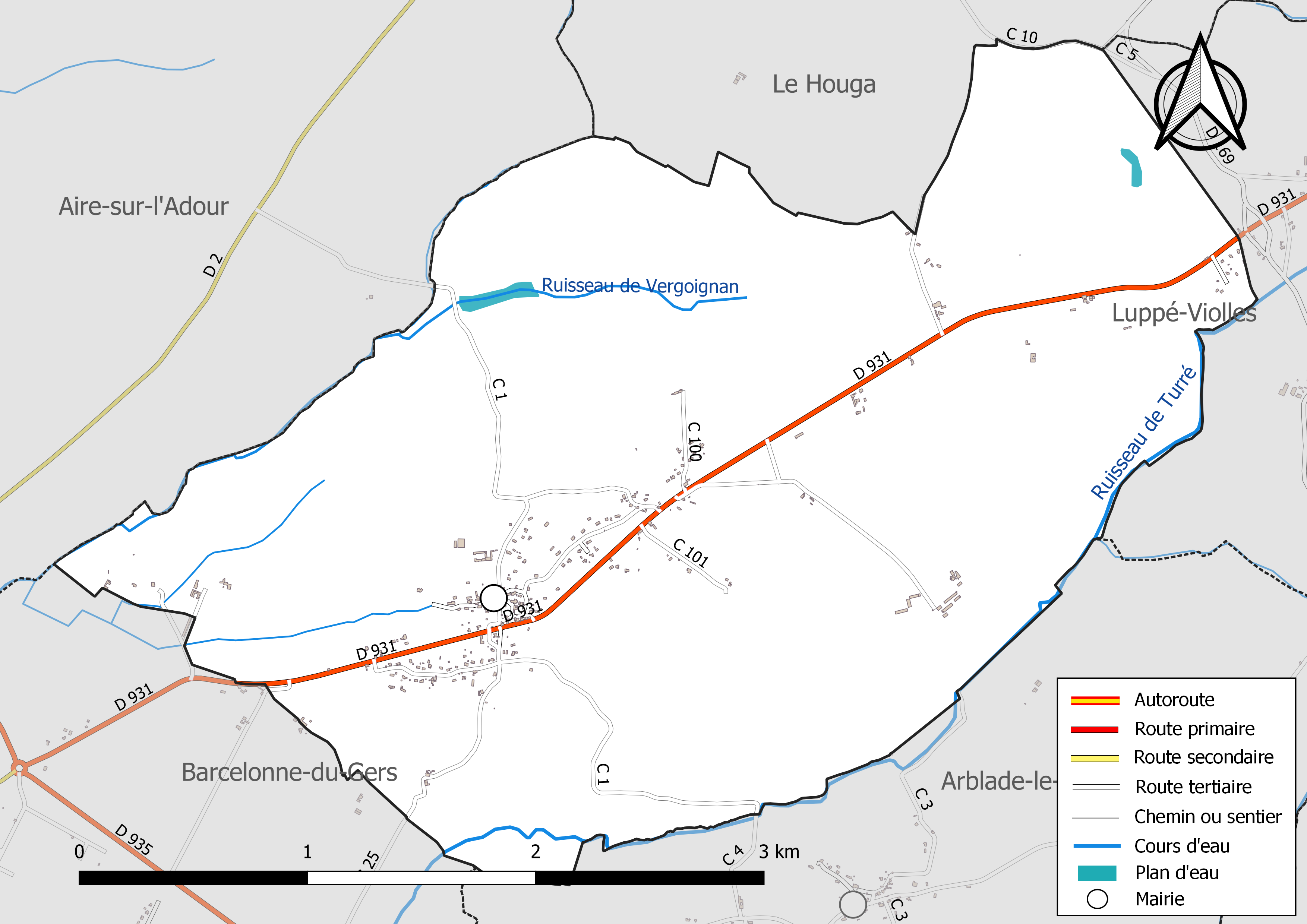
Réseaux hydrographique et routier de Vergoignan.

La commune est dans le bassin de l'Adour, au sein du bassin hydrographique Adour-Garonne. Elle est drainée par le ruisseau de Turré et le ruisseau de Vergoignan, et par divers petits cours d'eau, qui constituent un réseau hydrographique de 8 km de longueur totale,.
Le ruisseau de Turré, d'une longueur totale de 10,3 km, prend sa source dans la commune de Luppé-Violles et s'écoule du nord-est au sud-ouest. Il traverse la commune et se jette dans le ruisseau du Jarras à Barcelonne-du-Gers, après avoir traversé 4 communes.

### Climat
Pour des articles plus généraux, voir Climat de l'Occitanie et Climat du Gers.
En 2010, le climat de la commune est de type climat océanique altéré, selon une étude s'appuyant sur une série de données couvrant la période 1971-2000. En 2020, Météo-France publie une typologie des climats de la France métropolitaine dans laquelle la commune est dans une zone de transition entre le climat océanique et le climat océanique altéré et est dans la région climatique Aquitaine, Gascogne, caractérisée par une pluviométrie abondante au printemps, modérée en automne, un faible ensoleillement au printemps, un été chaud (19,5 °C), des vents faibles, des brouillards fréquents en automne et en hiver et des orages fréquents en été (15 à 20 jours).
Pour la période 1971-2000, la température annuelle moyenne est de 13,3 °C, avec une amplitude thermique annuelle de 14,9 °C. Le cumul annuel moyen de précipitations est de 966 mm, avec 11 jours de précipitations en janvier et 7,4 jours en juillet. Pour la période 1991-2020, la température moyenne annuelle observée sur la station météorologique la plus proche, située sur la commune du Houga à 7 km à vol d'oiseau, est de 13,8 °C et le cumul annuel moyen de précipitations est de 875,9 mm,. Pour l'avenir, les paramètres climatiques de la commune estimés pour 2050 selon différents scénarios d'émission de gaz à effet de serre sont consultables sur un site dédié publié par Météo-France en novembre 2022.

### Milieux naturels et biodiversité

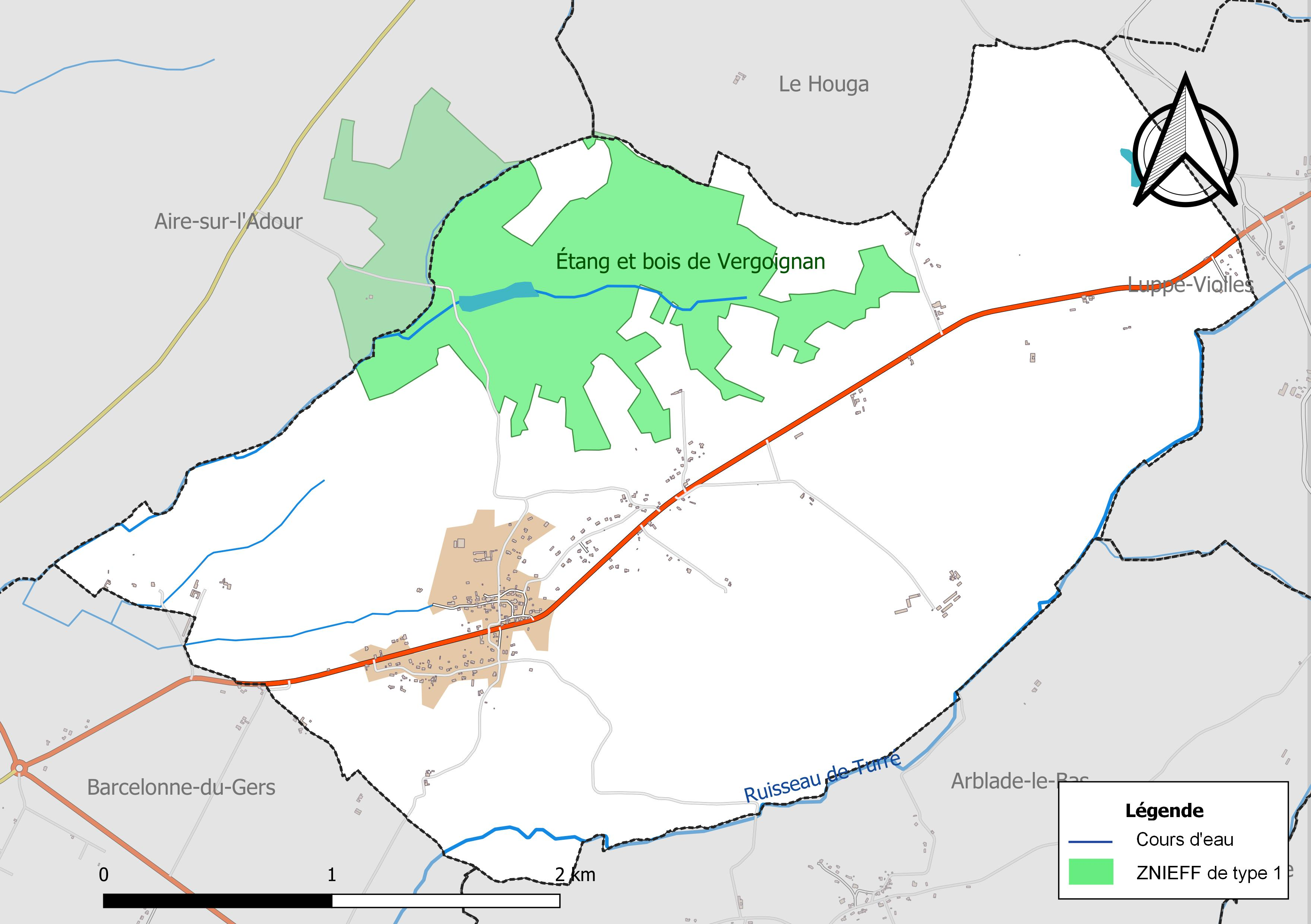
Carte de la ZNIEFF de type 1 localisée sur la commune.

L’inventaire des zones naturelles d'intérêt écologique, faunistique et floristique (ZNIEFF) a pour objectif de réaliser une couverture des zones les plus intéressantes sur le plan écologique, essentiellement dans la perspective d’améliorer la connaissance du patrimoine naturel national et de fournir aux différents décideurs un outil d’aide à la prise en compte de l’environnement dans l’aménagement du territoire.
Une ZNIEFF de type 1 est recensée sur la commune :
l'« étang et bois de Vergoignan » (180 ha), couvrant 2 communes dont une dans le Gers et une dans les Landes.

## Urbanisme

### Typologie
Au 1er janvier 2024, Vergoignan est catégorisée commune rurale à habitat dispersé, selon la nouvelle grille communale de densité à sept niveaux définie par l'Insee en 2022.
Elle est située hors unité urbaine. Par ailleurs la commune fait partie de l'aire d'attraction d'Aire-sur-l'Adour, dont elle est une commune de la couronne,. Cette aire, qui regroupe 23 communes, est catégorisée dans les aires de moins de 50 000 habitants,.

### Occupation des sols

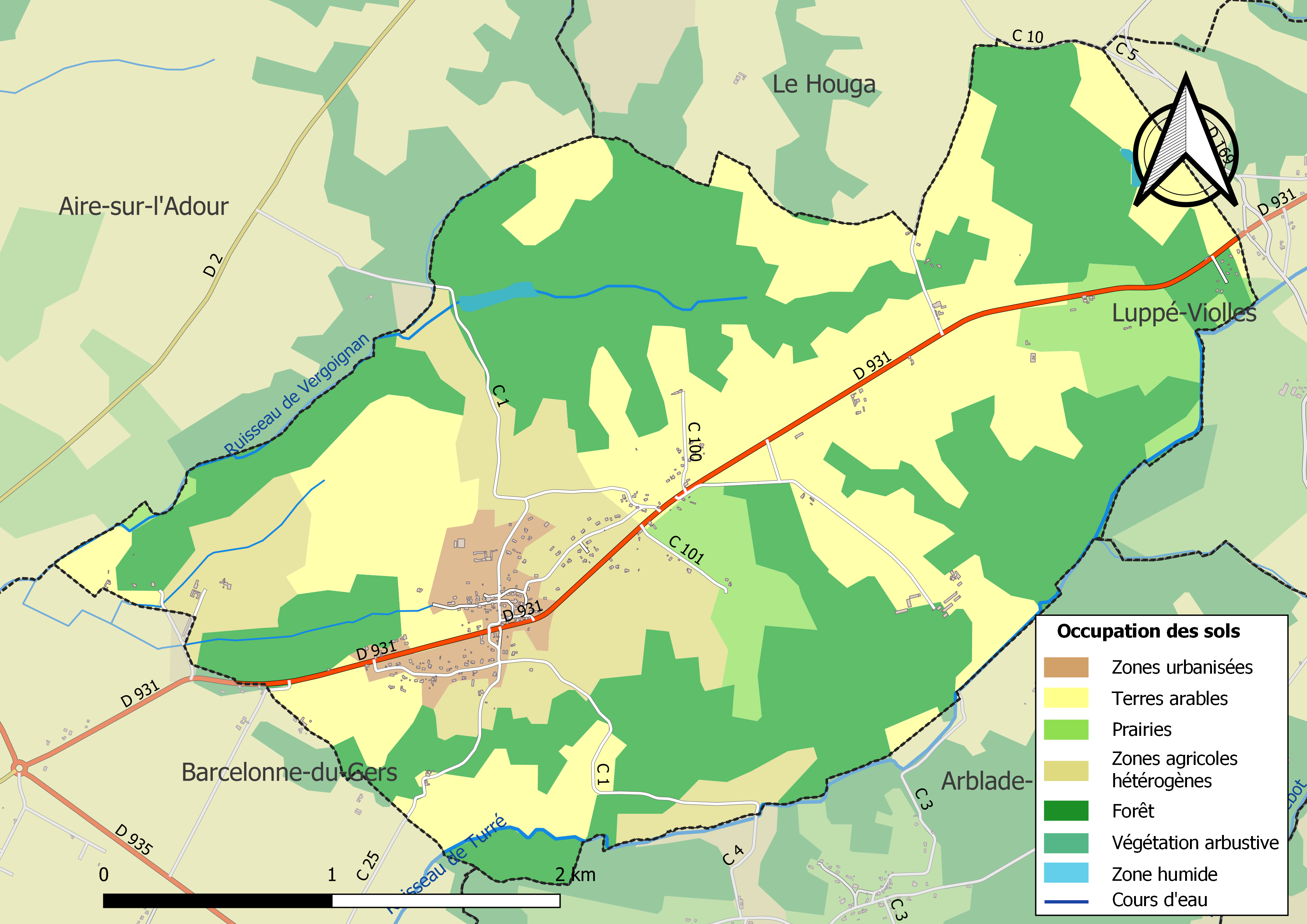
Carte des infrastructures et de l'occupation des sols de la commune en 2018 (CLC).

L'occupation des sols de la commune, telle qu'elle ressort de la base de données européenne d’occupation biophysique des sols Corine Land Cover (CLC), est marquée par l'importance des territoires agricoles (52,4 % en 2018), une proportion sensiblement équivalente à celle de 1990 (52,6 %). La répartition détaillée en 2018 est la suivante : 
forêts (44,5 %), terres arables (33,4 %), zones agricoles hétérogènes (12,9 %), prairies (6 %), zones urbanisées (3,1 %). L'évolution de l’occupation des sols de la commune et de ses infrastructures peut être observée sur les différentes représentations cartographiques du territoire : la carte de Cassini (XVIIIe siècle), la carte d'état-major (1820-1866) et les cartes ou photos aériennes de l'IGN pour la période actuelle (1950 à aujourd'hui).

### Voies de communication et transports
La commune est traversée par la route départementale D931, depuis le sud-ouest en provenance de Barcelonne-du-Gers et vers le nord-est en direction de Luppé-Violles.

### Risques majeurs
Le territoire de la commune de Vergoignan est vulnérable à différents aléas naturels : météorologiques (tempête, orage, neige, grand froid, canicule ou sécheresse) et séisme (sismicité faible). Un site publié par le BRGM permet d'évaluer simplement et rapidement les risques d'un bien localisé soit par son adresse soit par le numéro de sa parcelle.

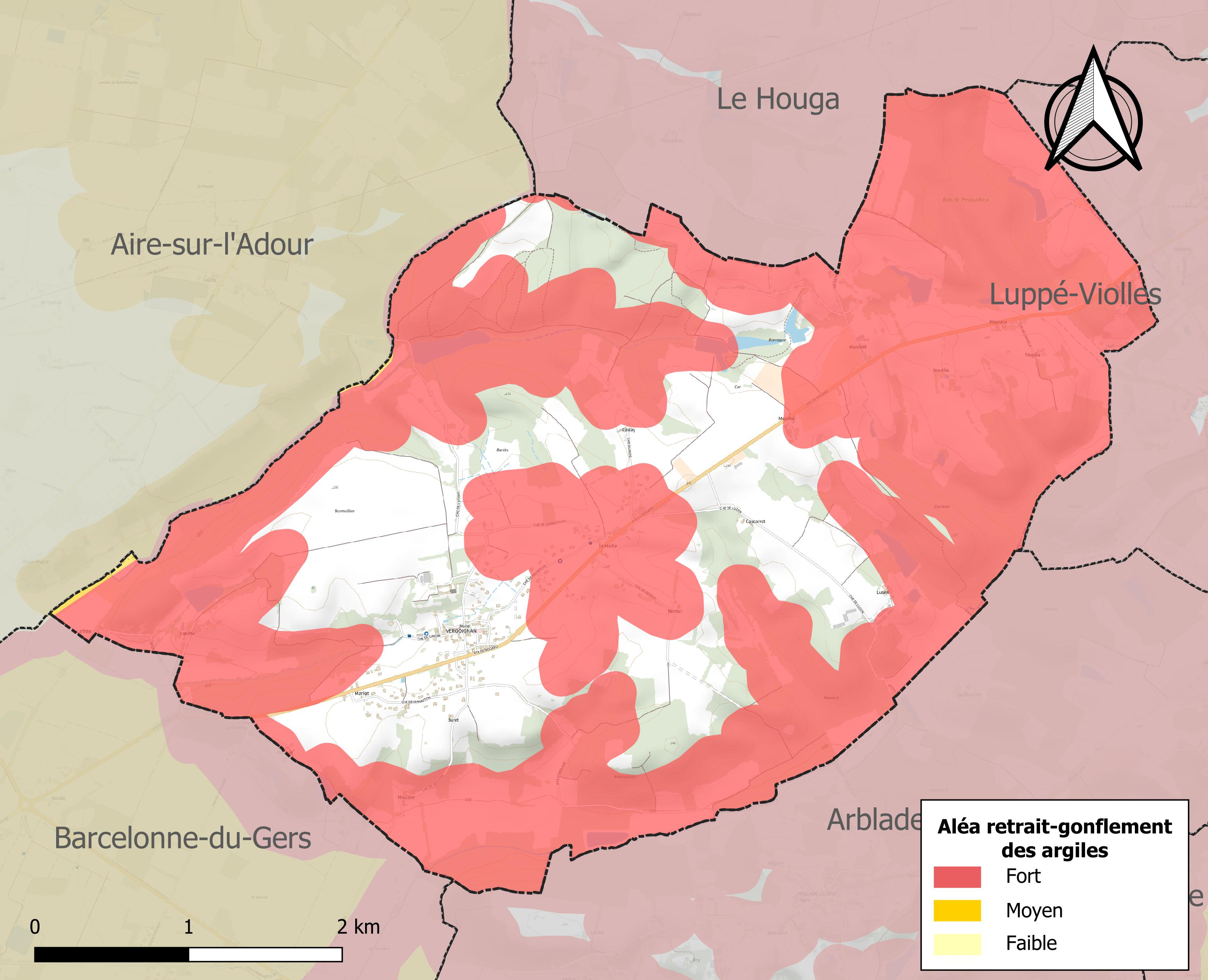
Carte des zones d'aléa retrait-gonflement des sols argileux de Vergoignan.

Le retrait-gonflement des sols argileux est susceptible d'engendrer des dommages importants aux bâtiments en cas d’alternance de périodes de sécheresse et de pluie. 70,2 % de la superficie communale est en aléa moyen ou fort (94,5 % au niveau départemental et 48,5 % au niveau national). Sur les 155 bâtiments dénombrés sur la commune en 2019, 64 sont en aléa moyen ou fort, soit 41 %, à comparer aux 93 % au niveau départemental et 54 % au niveau national. Une cartographie de l'exposition du territoire national au retrait gonflement des sols argileux est disponible sur le site du BRGM,.
Par ailleurs, afin de mieux appréhender le risque d’affaissement de terrain, l'inventaire national des cavités souterraines permet de localiser celles situées sur la commune.
La commune a été reconnue en état de catastrophe naturelle au titre des dommages causés par les inondations et coulées de boue survenues en 1993, 1999 et 2009. Concernant les mouvements de terrains, la commune a été reconnue en état de catastrophe naturelle au titre des dommages causés par la sécheresse en 1989 et 1993 et par des mouvements de terrain en 1999.

## Histoire
En 1754 le seigneur de Vergoignan est Jean-Pierre Lafitte. Il emprunte 2000 livres au Sieur Bégué, officier aux Invalides, natif d'Auch, contre une rente de cent livres par an.

Jean-Pierre Lafitte était aussi seigneur de Laterrade-Saint Aubin (Le Houga). Il avait hérité ses titres des Dumas de Vergoignan, par sa grand-mère. Il avait épousé Dlle Jeanne-Mathive-Gabrielle Daignan, fille de Jean-Baptiste-Joseph Daignan (d'Empaillon), subdélégué de l'Intendant d'Armagnac, maire d'Auch en 1716. 

## Politique et administration

### Liste des maires
| Période                                  | Période  | Identité      | Étiquette | Qualité           |
| ---------------------------------------- | -------- | ------------- | --------- | ----------------- |
| mars 2001                                | 2008     | Camille Boer  |           |                   |
| mars 2008                                | En cours | Michel Marque |           | Chef d'entreprise |
| Les données manquantes sont à compléter. |          |               |           |                   |

## Population et société

### Démographie
L'évolution du nombre d'habitants est connue à travers les recensements de la population effectués dans la commune depuis 1793. Pour les communes de moins de 10 000 habitants, une enquête de recensement portant sur toute la population est réalisée tous les cinq ans, les populations de référence des années intermédiaires étant quant à elles estimées par interpolation ou extrapolation. Pour la commune, le premier recensement exhaustif entrant dans le cadre du nouveau dispositif a été réalisé en 2008.

En 2022, la commune comptait 316 habitants, en évolution de +8,59 % par rapport à 2016 (Gers : +1,04 %, France hors Mayotte : +2,11 %).
| 1793 | 1800 | 1806 | 1821 | 1831 | 1841 | 1846 | 1851 | 1856 |
| ---- | ---- | ---- | ---- | ---- | ---- | ---- | ---- | ---- |
| 229  | 272  | 247  | 259  | 349  | 344  | 372  | 361  | 348  |

| 1861 | 1866 | 1872 | 1876 | 1881 | 1886 | 1891 | 1896 | 1901 |
| ---- | ---- | ---- | ---- | ---- | ---- | ---- | ---- | ---- |
| 359  | 358  | 331  | 332  | 317  | 321  | 295  | 279  | 272  |

| 1906 | 1911 | 1921 | 1926 | 1931 | 1936 | 1946 | 1954 | 1962 |
| ---- | ---- | ---- | ---- | ---- | ---- | ---- | ---- | ---- |
| 277  | 232  | 233  | 226  | 212  | 211  | 201  | 212  | 197  |

| 1968 | 1975 | 1982 | 1990 | 1999 | 2006 | 2008 | 2013 | 2018 |
| ---- | ---- | ---- | ---- | ---- | ---- | ---- | ---- | ---- |
| 188  | 192  | 202  | 243  | 251  | 273  | 279  | 293  | 307  |

| 2022 | - | - | - | - | - | - | - | - |
| ---- | - | - | - | - | - | - | - | - |
| 316  | - | - | - | - | - | - | - | - |

### Enseignement
Il n'y a plus d'école à Vergoignan.

### Santé
personne âgée qui a fêté ses 100 ans

### Sports
terrain de foot et de basket

## Économie

### Revenus
En 2018  (données Insee publiées en septembre 2021), la commune compte 131 ménages fiscaux, regroupant 299 personnes. La médiane du revenu disponible par unité de consommation est de 21 370 € (20 820 € dans le département).

### Emploi
|                | 2008  | 2013  | 2018  |
| -------------- | ----- | ----- | ----- |
| Commune        | 6,8 % | 8,8 % | 8,6 % |
| Département    | 6,1 % | 7,5 % | 8,2 % |
| France entière | 8,3 % | 10 %  | 10 %  |

En 2018, la population âgée de 15 à 64 ans s'élève à 197 personnes, parmi lesquelles on compte 77,2 % d'actifs (68,5 % ayant un emploi et 8,6 % de chômeurs) et 22,8 % d'inactifs,. Depuis 2008, le taux de chômage communal (au sens du recensement) des 15-64 ans est supérieur à celui du département, mais inférieur à celui de la France.
La commune fait partie de la couronne de l'aire d'attraction d'Aire-sur-l'Adour, du fait qu'au moins 15 % des actifs travaillent dans le pôle,. Elle compte 61 emplois en 2018, contre 61 en 2013 et 50 en 2008. Le nombre d'actifs ayant un emploi résidant dans la commune est de 135, soit un indicateur de concentration d'emploi de 45,5 % et un taux d'activité parmi les 15 ans ou plus de 58,7 %.
Sur ces 135 actifs de 15 ans ou plus ayant un emploi, 17 travaillent dans la commune, soit 13 % des habitants. Pour se rendre au travail, 91,1 % des habitants utilisent un véhicule personnel ou de fonction à quatre roues, 0,7 % les transports en commun, 4,5 % s'y rendent en deux-roues, à vélo ou à pied et 3,7 % n'ont pas besoin de transport (travail au domicile).

### Activités hors agriculture
14 établissements sont implantés  à Vergoignan au 31 décembre 2019.
Le secteur de la construction est prépondérant sur la commune puisqu'il représente 35,7 % du nombre total d'établissements de la commune (5 sur les 14 entreprises implantées  à Vergoignan), contre 14,6 % au niveau départemental.

### Agriculture
|               | 1988 | 2000 | 2010 | 2020 |
| ------------- | ---- | ---- | ---- | ---- |
| Exploitations | 22   | 17   | 13   | 9    |
| SAU (ha)      | 434  | 412  | 425  | 405  |

La commune est dans la Rivière Basse, une petite région agricole occupant une partie ouest du département du Gers. En 2020, l'orientation technico-économique de l'agriculture  sur la commune est la polyculture et/ou le polyélevage. Neuf exploitations agricoles ayant leur siège dans la commune sont dénombrées lors du recensement agricole de 2020 (22 en 1988). La superficie agricole utilisée est de 405 ha,,.

## Culture locale et patrimoine

### Lieux et monuments
- Le château de Lahitte - rénové XIXe siècle - Chambres d'hôtes.
- Église Saint-Germain construit au XIIIe siècle.

### Personnalités liées à la commune
- Jean-Bernard Duplantier (1957-), joueur et entraîneur du Rugby à XV.

### Héraldique
| Blason de Vergoignan | Blason  | D'argent au lion de gueules.                     |
| Blason de Vergoignan | Détails | Le statut officiel du blason reste à déterminer. |